# Mozambique aux Jeux olympiques d'été de 2020
Le Mozambique participe aux Jeux olympiques de 2020 à Tokyo au Japon. Il s'agit de sa 11e participation à des Jeux d'été.

## Athlètes engagés
| Sport       | Hommes | Femmes | Total |
| ----------- | ------ | ------ | ----- |
| Athlétisme  | 1      | 0      | 1     |
| Boxe        | 0      | 2      | 2     |
| Canoë-kayak | 1      | 0      | 1     |
| Judo        | 1      | 0      | 1     |
| Natation    | 1      | 1      | 2     |
| Voile       | 0      | 3      | 3     |
| Total       | 4      | 6      | 10    |

## Résultats

### Athlétisme
Le Mozambique bénéficie d'une place attribuée au nom de l'universalité des Jeux. Creve Armando Machava dispute le 400 mètres haies masculin.
| Athlète               | Épreuve              | Séries  | Séries | Demi-finales | Demi-finales | Finale  | Finale  |
| Athlète               | Épreuve              | Temps   | Rang   | Temps        | Rang         | Temps   | Rang    |
| --------------------- | -------------------- | ------- | ------ | ------------ | ------------ | ------- | ------- |
| Creve Armando Machava | 400 m haies masculin | 50 s 37 | 5e     | Éliminé      | Éliminé      | Éliminé | Éliminé |

### Boxe
| Athlète          | Catégorie               | 1/16e de finale     | 1/8e de finale        | Quart de finale           | Demi-finale         | Finale              | Rang     |
| Athlète          | Catégorie               | Adversaire Résultat | Adversaire Résultat   | Adversaire Résultat       | Adversaire Résultat | Adversaire Résultat | Rang     |
| ---------------- | ----------------------- | ------------------- | --------------------- | ------------------------- | ------------------- | ------------------- | -------- |
| Alcinda Panguana | Welters femmes (-69 kg) | Exemptée            | Akinyi Victoire (RSC) | Gu Hong Défaite 0-5       | Éliminée            | Éliminée            | Éliminée |
| Rady Gramane     | Moyens femmes (-75 kg)  | Non disputé         | Pachito Victoire 4-1  | Magomedalieva Défaite 0-4 | Éliminée            | Éliminée            | Éliminée |

### Canoë-kayak
| Athlète      | Compétition       | Séries         | Séries | Quarts de finale | Quarts de finale | Demi-finales | Demi-finales | Finale Finale B Finale C | Finale Finale B Finale C |
| Athlète      | Compétition       | Temps          | Rang   | Temps            | Rang             | Temps        | Rang         | Temps                    | Rang                     |
| ------------ | ----------------- | -------------- | ------ | ---------------- | ---------------- | ------------ | ------------ | ------------------------ | ------------------------ |
| Joaquim Lobo | C1 1 000 m hommes | 4 min 49 s 676 | 6e     | 5 min 4 s 687    | 7e               | Éliminé      | Éliminé      | Éliminé                  | Éliminé                  |

### Judo
| Athlète       | Compétition    | 1er tour               | 2e tour             | Quart de finale     | Demi-finale         | Repêchage           | Finale              | Rang    |
| Athlète       | Compétition    | Adversaire Résultat    | Adversaire Résultat | Adversaire Résultat | Adversaire Résultat | Adversaire Résultat | Adversaire Résultat | Rang    |
| ------------- | -------------- | ---------------------- | ------------------- | ------------------- | ------------------- | ------------------- | ------------------- | ------- |
| Kevin Loforte | Moins de 66 kg | Shmailov Défaite 00-11 | Éliminé             | Éliminé             | Éliminé             | Éliminé             | Éliminé             | Éliminé |

### Natation
| Athlète       | Épreuve                   | Séries        | Séries | Demi-finales | Demi-finales | Finale   | Finale   |
| Athlète       | Épreuve                   | Temps         | Rang   | Temps        | Rang         | Temps    | Rang     |
| ------------- | ------------------------- | ------------- | ------ | ------------ | ------------ | -------- | -------- |
| Igor Mogne    | 400 m nage libre masculin | 3 min 56 s 56 | 31e    | Non disputé  | Non disputé  | Éliminé  | Éliminé  |
| Alicia Mateus | 50 m nage libre féminin   | 29 s 63       | 66e    | Éliminée     | Éliminée     | Éliminée | Éliminée |

### Voile
| Athlète                       | Compétition         | Régate | Régate | Régate | Régate | Régate | Régate | Régate | Régate | Régate | Régate | Régate | Total net | Rang final |
| Athlète                       | Compétition         | 1      | 2      | 3      | 4      | 5      | 6      | 7      | 8      | 9      | 10     | CM     | Total net | Rang final |
| ----------------------------- | ------------------- | ------ | ------ | ------ | ------ | ------ | ------ | ------ | ------ | ------ | ------ | ------ | --------- | ---------- |
| Deisy Nhaquile                | Laser Radial femmes | 30     | 41     | 44     | 39     | 44     | 41     | 35     | 44     | 29     | 37     | EL     | 340       | 40e        |
| Maria Machava Denise Parruque | 470 femmes          | 22     | 22     | 18     | 21     | 20     | 21     | 21     | 20     | 18     | 21     | EL     | 182       | 21e        |